# MBank
mBank je retailové bankovnictví bývalé polské BRE Bank SA, nyní mBank. S.A., patřící do německé skupiny Commerzbank. Český oficiální obchodní název zní mBank S.A., organizační složka. Přidělený bankovní kód je 6210.
V Polsku funguje od roku 2000. Na českém a slovenském trhu působí od listopadu 2007 jako organizační složka. Mezi hlavní rysy služeb patří nulové poplatky za vedení účtu a základní bankovní operace. Ačkoliv banka buduje síť kontaktních míst, hlavním distribučním kanálem je Internet a telefon (mLinka). Jde tedy o přímé bankovnictví.
Kontaktní místa se dělí na Finanční centra a mKiosky. Finanční centra jsou klasické pobočky, ve kterých bankéři nabízejí veškeré produkty banky. Existují ve větších městech republiky. mKiosky jsou malé stánky umístěné v obchodních centrech. Je na nich možné sjednat jen základní produkty (např. ne hypotéku), mají však flexibilní otevírací dobu, internetové terminály a bezplatné přímé spojení na mLinku. Další prodejní síť chce budovat frančízovým způsobem, jako první v České republice.

## Finanční produkty

### Pro fyzické osoby
V Česku banka v současné době (2025) nabízí tyto produkty pro fyzické osoby:
- mKONTO[2] – běžný účet
- půjčka od mBank[3] – konsolidace stávajících úvěrů, půjčka na cokoliv nebo kontokorent k účtu
- mSpoření[4] – spořící účet
- mVKLAD[5] – termínovaný vklad
- eMAX Plus[6] – spořící účet s omezenou dispozicí
- mHYPOTÉKA[7] – hypoteční úvěr
- Pojištění schopnosti splácet, pojištění k hypotéce, pojištění zneužití karty[8] – produkty pojištění
- mKREDITKY - kreditní karta
- Karty k účtu mKonto – debetní karty

### Pro OSVČ
Pro osoby samostatně výdělečně činné jsou zatím (2025) nabízeny tyto produkty:
- Podnikatelský účet online – běžný účet
- mBUSINESS eMAX – spořicí účet

## Koncept banky
mBank se liší v několika aspektech od ostatní retailových bank.[zdroj?] Její koncept je převedený z Polska a také většina produktů je přebrána z mateřské země.

### Orientace na kanály přímého bankovnictví
Banka se zaměřuje na samostatné klienty, jež svoje požadavky vyřizují přes internet nebo telefon, tzv. přímé bankovnictví (ve všední dny funguje mLinka - osoba operátora nebo telefonní automat). Pobočky především slouží pro zakládání nových produktů a pracovníci na pobočkách nemají přístup k účtům zákazníků, jedná se o OSVČ spolupracující s mBank. Na stránkách mBank jsou k dohledání informace o oprávněních a kompetencí jednotlivých přístupových kanálů, na pobočkách lze kromě podání žádosti o založení nových produktů, přiřazovat disponenty k účtům, nahlásit změnu osobních údajů, podávat reklamace a rušit jednotlivé produkty.

### Hotovostní operace
Operace prováděné bankou jsou především bezhotovostní. Banka pracuje s hotovostí jen omezeně, proto ji nelze vyzvedávat ani vkládat na pobočkách banky. Banka též neprovozuje žádné vlastní bankomaty v ČR, peníze lze vybírat ve všech bankomatech označených logem VISA nebo Mastercard, na pobočkách konkurenčních bank, které nabízejí službu Cash Advance (výběr peněz na pobočkách bank nebo ve směnárnách pomocí platební karty) nebo u obchodníků, kteří nabízejí službu Cash Back (výplata hotovosti během nákupu placeného kartou).
Peníze lze zasílat na účet bezhotovostně, pro vkládání hotovosti je třeba využít služby třetích stran (složenka České pošty, vklad hotovosti na účet v cizí bance u konkurenčních bank, termínované vklady vyplácené bezhotovostně apod.). Hotovost na účet mBank lze vložit na jakékoliv pobočce České pošty prostřednictvím peněžní poukázky (složenky) a od roku 2017 také pomocí vkladomatů obchodních partnerů umístěných v některých větších městech.

### Způsoby komunikace
Banka používá v komunikaci s klienty dva kanály, které nejsou v bankovním sektoru příliš obvyklé.[zdroj?] Prvním je oficiální blog mBank, druhým je fórum, kde mezi sebou diskutují klienti, přispívají do něj i zástupci banky. Banka vybírá z řad klientů skupinu lidí, kteří se zajímají o fungování banky a poté přímo komunikují se zaměstnanci banky, tzv. mRadu.

### Produkty neobvyklé v ČR
Banka uvedla na trh produkty, jejichž parametry se liší v některých směrech od konkurence nebo se v době uvedení od konkurence výrazně lišily.[zdroj?] Běžný účet může být spolumajitelský (dva rovnocenní vlastníci účtu s možností dalších disponentů), hypotéční úvěr nabízející možnost bilančního mechanismu (z vlastních prostředků vložených do banky na účet se neplatí úrok), spořicí účet s možností platební karty (tento koncept poté převzaly i některé konkurenční banky), spotřebitelský úvěr s automatickou možností jeho obnovy po jeho splacení se sníženým rámcem.

### Finanční centra a mKiosky
mBank provozuje v ČR (2025) 29 finančních center (klasické pobočky). V dalších 47 městech provozuje mBanka pouze tzv. Broker Point, tj. stánek nacházející se v některém obchodním centru, otevírací doba je podobná jako v daném obchodním centru.

## mBank v číslech
Na konci roku 2022 v ČR obsluhovala mBank přes 730 tisíc klientů, z toho je přibližně 45 tisíc firemních klientů. Objem poskytnutých úvěrů je přes 35 miliard Kč a objem vkladů činí téměř 60 miliard Kč. Za rok 2021 mBank vykázala zisk po zdanění ve výši 429 milionů Kč.

## Kritika
mBank je či byla kritizována, zejména řadou organizací v Polsku, za financování tamních energetických společností, které se orientují na spalování fosilních paliv. Jde konkrétně o společnosti PGE, ZE PAK, Enea a další, které mají v plánu rozšiřovat stávající či otevírat další hnědouhelné lomy a elektrárny a svou činností přispívají ke změnám klimatu. 